# Центр футбола (футбольный клуб)
Физкультурно-оздоровительное учреждение «Центр футбола» — белорусский футбольный клуб из города Бреста.

## Названия
- «Рух» — 2017—2021
- «Центр футбола» — с 2022

## История
История футбольного клуба «Рух» уходит своими корнями в межвоенную Польшу, когда Брест был столицей Полесского окружного футбольного союза. Впервые он упоминается в 1922 году, но активное участие в чемпионате Полесья клуб начал принимать лишь с 1934 года. В 1936 году команда выиграла свою группу Брест, а в решающих матчах завоевала серебряные медали чемпионата Полесья.
Ярчайшим достижением клуба в польский период является победа в чемпионате Полесья в 1937 году и участие в отборочном раунде квалификации в чемпионат Польши (Д1) в том же году.
В 1939 году «Рух» снова выиграл свою группу чемпионата Полесья, после чего во второй раз в истории завоевал серебро в своём чемпионате. После оккупации восточной части Польши, «Рух» продолжал работать до начала Великой Отечественной войны.
В 2016 году на базе клуба болельщиков клуба «Динамо-Брест» собралась команда, которая взяла первое историческое название местного футбольного клуба — «Рух».
В 2017 году она участвовала в чемпионате Брестской области (Д4) и сходу завоевала серебряные медали турнира. В следующем году «Рух» сделал огромный прорыв в своём развитии, получив статус фарм-клуба «Динамо-Брест». У двух клубов был один и тот же владелец.
В 2018 году команда в первом же сезоне победила во Второй лиге чемпионата Беларуси (третий по значимости дивизион в стране), что, в свою очередь, позволило ей выйти в Первую лигу на сезон-2019. В сезоне 2018 года по-прежнему являлся фарм-клубом для главной команды города — «Динамо».
В 2019 году ФК «Рух» перестаёт быть фарм-клубом «Динамо-Брест» и начинает чемпионат Первой лиги как независимый клуб. По итогам 2019 игрового года «Рух» занял 3-е место. Предстояло играть стыковые матчи на выход в Высшую лигу с клубом «Дняпро» Могилёв. По итогам двухматчевого противостояния счёт был равным (1:2 и 2:1), в серии пенальти «Рух» оказался точнее и обыграл могилёвцев. Таким образом, «Рух» стал вторым клубом из Бреста в Высшей лиге.
В 2021 году владельцем клуба стал бизнесмен Александр Зайцев, а спонсором стала компания Sohra Overseas.
28 февраля 2022 года клуб снялся с соревнований Высшей лиги из-за санкций в отношении владельца клуба Александра Зайцева, а в официальном заявлении клуба причиной снятия команды называлось отсутствие должного финансирования, необходимого для выступления команды в Высшей лиге из-за санкций западных стран в отношении российской компании, которая является учредителем команды. В апреле 2022 года стало известно, что клуб не будет выступать во Второй лиге. С 30 мая юридическое лицо ООО ФК «Рух» по решению собственника находилось в процессе ликвидации, оставив от него лишь детско-юношеское отделение — ЦРФ (Центр развития футбола). А его главная команда стала именоваться «ЦФ» — «Центр футбола».

## Достижения
Вторая лига
- Победитель: 2018

Первая лига
- Бронзовый призёр: 2019

## Руководство клуба
- Сергей Присяжнюк (1 января 2017 — 31 декабря 2019)
- Александр Зайцев[4] (2021)
- Антон Карманов (2023 — н.в.)

## Главные тренеры
- Андрей Зыгмантович (1 января 2018 — 18 сентября 2019)
- Андрей Челмодеев (19 сентября 2019 — 22 декабря 2019)
- Александр Седнёв (23 декабря 2019 — 2 января 2021)
- Кирилл Альшевский (4 января 2021 — 9 августа 2021)
- Вячеслав Григоров (2021—2022, 2023 — н.в.)

## Текущий состав
|  | Флаг Беларуси | Вр  | Данила Каштелян     | 2006 |  |  |  |  |  |
|  | Флаг Беларуси | Вр  | Егор Лунихин        | 2007 |  |  |  |  |  |
|  |               |     |                     |      |  |  |  |  |  |
|  | Флаг Беларуси | Защ | Алексей Кожановский | 2005 |  |  |  |  |  |
|  | Флаг Беларуси | Защ | Матвей Михайрин     | 2005 |  |  |  |  |  |
|  | Флаг Беларуси | Защ | Егор Гаврилов       | 2005 |  |  |  |  |  |
|  | Флаг Беларуси | Защ | Артём Акатов        | 2007 |  |  |  |  |  |
|  | Флаг Армении  | Защ | Карен Вартанян      | 2007 |  |  |  |  |  |
|  | Флаг Беларуси | Защ | Илья Володькин      | 2007 |  |  |  |  |  |
|  | Флаг Беларуси | Защ | Глеб Мишин          | 2007 |  |  |  |  |  |
|  | Флаг Беларуси | Защ | Филипп Поляков      | 1995 |  |  |  |  |  |
|  | Флаг Беларуси | Защ | Евгений Радьков     | 2007 |  |  |  |  |  |
|  | Флаг Беларуси | Защ | Алексей Семёнов     | 2002 |  |  |  |  |  |
|  |               |     |                     |      |  |  |  |  |  |
|  | Флаг Беларуси | ПЗ  | Максим Степанюк     | 2006 |  |  |  |  |  |
|  | Флаг Беларуси | ПЗ  | Алексей Солоневич   | 2006 |  |  |  |  |  |

|  | Флаг Беларуси | ПЗ  | Алексей Стройчук      | 2004 |  |  |  |  |  |
|  | Флаг Беларуси | ПЗ  | Даниил Нарчук         | 2006 |  |  |  |  |  |
|  | Флаг Беларуси | ПЗ  | Константин Кончаленко | 2006 |  |  |  |  |  |
|  | Флаг Беларуси | ПЗ  | Даниил Антонюк        | 2003 |  |  |  |  |  |
|  | Флаг Беларуси | ПЗ  | Даниил Песняк         | 2007 |  |  |  |  |  |
|  | Флаг Беларуси | ПЗ  | Иван Сычик            | 2007 |  |  |  |  |  |
|  | Флаг Беларуси | ПЗ  | Захар Терещенко       | 2007 |  |  |  |  |  |
|  | Флаг Беларуси | ПЗ  | Владислав Кибак       | 2007 |  |  |  |  |  |
|  |               |     |                       |      |  |  |  |  |  |
|  | Флаг Беларуси | Нап | Егор Ющенко           | 2005 |  |  |  |  |  |
|  | Флаг Беларуси | Нап | Никита Чуйко          | 2006 |  |  |  |  |  |
|  | Флаг Беларуси | Нап | Артур Чуйко           | 2006 |  |  |  |  |  |
|  | Флаг Беларуси | Нап | Владислав Савейко     | 2007 |  |  |  |  |  |
|  | Флаг Беларуси | Нап | Илья Тишуров          | 2004 |  |  |  |  |  |

## Статистика выступлений
| Сезон | Лига                        | М | И  | В  | Н  | П | РМ      | О  | Кубок Беларуси | Примечания                              |
| ----- | --------------------------- | - | -- | -- | -- | - | ------- | -- | -------------- | --------------------------------------- |
| 2017  | Чемпионат Брестской области | 2 | 14 | 10 | 1  | 3 | 53 — 22 | 31 | не участвует   | Выход в финальный этап                  |
| 2017  | Финальный этап              | 2 | 14 | 9  | 2  | 3 | 39 — 21 | 29 | не участвует   | Выход во Вторую Лигу                    |
| 2018  | Вторая Лига                 | 1 | 28 | 23 | 4  | 1 | 87 — 16 | 73 | не участвует   | Выход в Первую лигу                     |
| 2019  | Первая лига                 | 3 | 28 | 15 | 11 | 2 | 65 — 26 | 56 | 1/16           | Выход в Высшую лигу                     |
| 2020  | Высшая лига                 | 8 | 30 | 11 | 11 | 8 | 57 — 38 | 44 | 1/8            |                                         |
| 2021  | Высшая лига                 | 5 | 30 | 16 | 10 | 4 | 52 — 28 | 58 | 1/8            | Переход во Вторую лигу; расформирование |